# 玩具火车

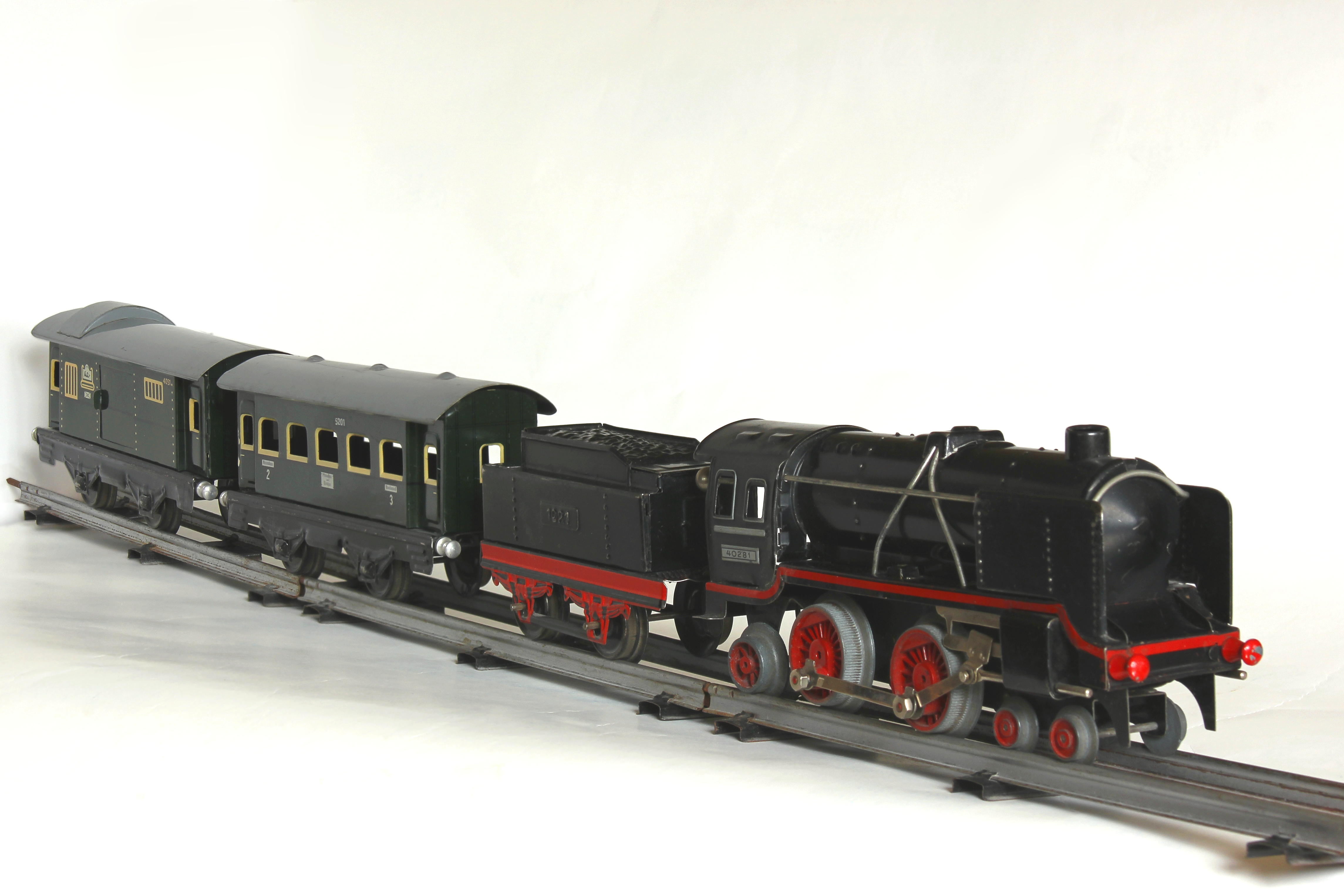
玩具火车

玩具火车是一种外形類似鐵路列車的玩具。它与鐵道模型的区别在于，玩具火车的成本更低 、细节更粗糙以及更耐磨損，而且玩具火車也不是比例模型。玩具火车通常由木材、塑料或金属制成。